# Верхній Лужок (зупинний пункт)
Ве́рхній Лужо́к — пасажирський залізничний зупинний пункт Львівської дирекції Львівської залізниці.
Розташований у селі Верхній Лужок, Старосамбірський район Львівської області на лінії Самбір — Чоп між станціями Старий Самбір (11 км) та Стрілки (3 км).
Станом на травень 2019 року щодня п'ять пар електропотягів прямують за напрямком Львів — Сянки.